# Kinect スポーツ
『Kinect スポーツ』（キネクト スポーツ）はマイクロソフトから発売されたXbox 360Kinect専用のゲームソフト。Kinect専用の体感型のスポーツゲーム。陸上競技、サッカー、ビーチバレー、ボウリング、ボクシング、卓球の、6種類のスポーツを、全身の動きを利用してプレイする。
オフライン、オンライン共に、対戦、協力プレイに対応しており、最大4人まで一緒プレイできる（同時プレイは2人）。画面に登場するアバターと、自分の動きが連動し、様々なアクションをとることが出来る。6種類の競技ごとに、さまざまなミニゲームも用意されている。
日本版の実況、ナビゲーターとして、フリーアナウンサーの福沢朗が起用されている。

## 収録スポーツ
- 陸上競技 - 5種類の陸上競技に挑戦する。短距離走、やり投、走り幅跳び、円盤投げ、ハードルで、スコアを競う。
- サッカー - オフェンスはパスとシュート、ディフェンスはパスカットとゴールキーパーを操作する。
- ビーチバレー - サーブ、レシーブ、ブロック、トス、ジャンプアタックを駆使する。
- ボウリング - ボールを手に取り、前後に腕を振ることでボールを転がす。腕の角度によりスピンをかけることが出来る。
- ボクシング - パンチとブロックを駆使し、3ラウンド制の勝負をする。肩を後ろに引いて打ち込むことで、相手が仰け反る重いパンチを打つことが出来る。
- 卓球 - ソロかダブルスによる対決が可能。振る角度によりドライブショットや、カットが出来る。